# بوبي جونستون
بوبي جونستون (بالإنجليزية: Bobby Johnstone)‏ (7 سبتمبر 1929 في المملكة المتحدة - 22 أغسطس 2001 في المملكة المتحدة) هو لاعب كرة قدم بريطاني في مركزي مهاجم داخلي والهجوم، شارك في كأس العالم 1954. وشارك مع منتخب اسكتلندا لكرة القدم. أما مع النوادي، فقد لعب مع أولدهام أثلتيك ومانشستر سيتي ونادي هيبرنيان ونادي ويتون ألبيون ورابطة كرة القدم الاسكتلندية الحادية عشر ‏.

## مسيرته الكروية
لعب بوبي جونستون خلال مسيرته الاحترافية مع 3 أندية في عشرون موسمًا وسجل خلالها 177 هدف ضمن 462 مباراة. حيث فاز في موسم واحد بالكأس وفي موسمين بالدوري.
خاض بوبي جونستون مسيرته مع نادي هيبرنيان في موسم 1948–49 في المرة الأولى ليلعب معه سبعة مواسم ثم في موسم 1959–60 ولمدة موسمين، مشاركًا طوالها في 195 مباراة سجل خلالها 100 هدف. ثم انتقل إلى نادي مانشستر سيتي في موسم 1954–55 ليلعب معه ستة مواسم، حيث شارك في 124 مباراة سجل خلالها 41 هدفًا. لينتقل بعدها إلى نادي أولدهام أثلتيك في موسم 1960–61 ليلعب معه خمسة مواسم، مشاركًا في 143 مباراة سجل خلالها 36 هدفًا.

## وصلات خارجية
- بوبي جونستون على موقع الاتحاد الدولي (مؤرشف)  (الإنجليزية)
- بوبي جونستون على موقع الاتحاد الإسكتلندي (الإنجليزية)
- بوبي جونستون على موقع قاعدة بيانات كرة القدم.إي يو (الإنجليزية)
- بوبي جونستون على موقع ناشيونال فوتبول تيمز (الإنجليزية)
- بوبي جونستون على موقع Soccerway.com (الإنجليزية)
- بوبي جونستون على موقع عالم كرة القدم.نت (الإنجليزية)